# Дубина (Золочівський район)
Дуби́на — село в Україні, у Заболотцівській сільській громаді Золочівського району Львівської області. Населення становить 245 осіб. До 2015 орган місцевого самоврядування — Заболотцівська сільська рада.
В селі є православна церква, пилорама, медичний пункт, магазин та бібліотека.
12 червня 2020 року, відповідно до розпорядження Кабінету Міністрів України № 718-р «Про визначення адміністративних центрів та затвердження територій територіальних громад Львівської області», село увійшло до складу Заболотцівської сільської громади.
19 липня 2020 року, в результаті адміністративно-територіальної реформи та ліквідації Бродівського району, село увійшло до складу новоствореного Золочівського району.

## Населення

### Мова
Розподіл населення за рідною мовою за даними перепису 2001 року:
| Мова       | Кількість | Відсоток |
| ---------- | --------- | -------- |
| українська | 242       | 98.78%   |
| російська  | 2         | 0.82%    |
| білоруська | 1         | 0.40%    |
| Усього     | 245       | 100%     |